# Michael D. Griffin
Michael Douglas Griffin, född 1 november 1949 i Aberdeen i Harford County, Maryland, är en amerikansk fysiker och flyg- och rymdtekniker. Han är undersekreterare för forskning och utveckling på USA:s försvarsdepartement.
Från den 13 april 2005 till den 20 januari 2009 agerade han som administratör för NASA. Som Nasa-administratör översåg Griffin sådana områden som framtiden av bemannade rymdfärder, Rymdteleskopet Hubbles öde och Nasas roll vid förståelsen av global uppvärmning.
Griffin hade arbetat vid Nasa innan han blev en Nasa-administratör, bland annat som Associate Administrator for Exploration. När han nominerades som chef för Nasa var han chef för rymdinstitutionen vid Johns Hopkins University Applied Physics Laboratory (APL) i Laurel, Maryland. Även om han beskrev sig som "en oansenlig flyg- och rymdtekniker från en liten stad" hade han haft flera politiska högprofilsbefattningar. 
År 2007 utsåg tidskriften Time honom till en av världens hundra mest inflytelserika personer under året.
När Griffin utsågs till Nasa-administratör innebar det ett betydande förändring i Nasas inriktning. Han började indikera vissa förändringar då senaten frågade ut honom inför fastställande av honom som Nasa-administratör.